# Годфруа Венделін
Годфруа Венделін (також Говерт Венделен, латинізоване ім'я Венделінус; 6 червня 1580, Герк-де-Стад — 24 жовтня 1667, Ґент) — бельгійський астроном.

## Біографія
Навчався в єзуїтському коледжі в Турне в 1595 році, а потім — в Левенському університеті. З 1604 по 1611 рік жив у Провансі, де працював вчителем сина Андре д'Арно, генерал-лейтенанта при дворі сенешаля місцевості Форкальк'є. Він провів астрономічні спостереження в Шатонеф-Міравай, з замку Шато-де-Ґрейв, гори Монтайн-де-Лур та підвищення Контрат. Наприклад, він спостерігав затемнення в 1605 році.
У 1619 році він був висвячений на священника у Брюсселі і працював священником від 1620 до 1632 в Ґетбетсі і з 1633 по 1648 рік в Герку. В 1648 році він служив аж до своєї відставки в 1658 році в соборі Турне. Він захищав (незважаючи на засудження церкви) геліоцентричну картину світу в його «Tetralogia Cometica», 1653 (як і в своїй книзі «Місячні Затемнення» 1644). Поряд з Йоганом Філіпом Лансбергом він був одним з найбільш ранніх представників теорії Коперника в південній Голландії.
У 1630 році він визначив методом Аристарха Самоського відносну відстань від Землі до Сонця, яку він сформулював як відношення, кратне 243 відстаням від Землі до Місяця, що значно ближче до істини (384 рази) порівняно з античним вимірюванням Аристарха (20 разів).
Зі спостережень супутників Юпітера він підтвердив у 1648 році третій закон Кеплера для випадку щодо супутників Юпітера. Верифікованість, однак, була обмежена через невизначеність, пов'язану з великими півосями орбіт.
Він листувався з Мішелем Койнетом, Мареном Мерсенном, П'єром Гассенді і Константином Гюйгенсом.
На його честь названо місячний кратер Венделін.

## Твори
- Loxias seu de obliquitate solis [Архівовано 22 лютого 2015 у Wayback Machine.], Antwerpen 1626
- Aries seu Aurei Velleris encomium, 1632
- De tetracty Pythagorae dissertatio epistolica, ad Erycium Puteanum, 1637
- Arcanorum caelestium Lampas τετράλυχνος, Brüssel 1643
- Eclipses lunares ab anno 1573 ad 1643 observatae [Архівовано 17 квітня 2015 у Wayback Machine.], Antwerpen 1644
- Leges salicae illustratae [Архівовано 17 квітня 2015 у Wayback Machine.], Antwerpen 1649
- Teratologia cometica [Архівовано 17 квітня 2015 у Wayback Machine.] 1652
- De causis naturalibus, pluviae purpureae Bruxellensis, London 1655
- Arcanorum caelestium Sphinx et Oedipus seu Lampas δωδεκράλυχνος [Архівовано 20 квітня 2015 у Wayback Machine.], Tournai 1658